# Степановка (Могилёвская область)
Степа́новка (бел. Сцяпанаўка) — посёлок в составе Вишовского сельсовета Белыничского района Могилёвской области Белоруссии. Население — 14 человек (2009).
Ранее входила в состав Головчинского сельсовета.

## География

### Расположение
В 23 км на восток от Белынич, в 25 км от Могилёва и железнодорожной станции Могилёв I.

## Транспортная система
Транспортная связь по автодороге Круглое — Могилёв. Планировка линейная. Застройка двухсторонняя, деревянными домами усадебного типа.

## История
Основана в 1920-е годы переселенцами с соседних деревень. В 1930-е годы местные жители вступили в колхоз.
В начале июля 1941 года оккупирована немецко-фашистскими захватчиками. Во время Великой Отечественной войны на фронтах погибли 3 местных жителя. Освобождена 29 июня 1944 года.
В 1986 году — в составе колхоза имени В. И. Ленина с центром в деревне Новосёлки.

## Население

### Численность
- 2009 год — 14 жителей.

### Динамика
- 2002 год — 12 дворов, 23 жителя[3].
- 2007 год — 11 дворов, 20 жителей.
- 2009 год — 14 жителей.